# Sportåret 1812

## Händelser

### Boxning

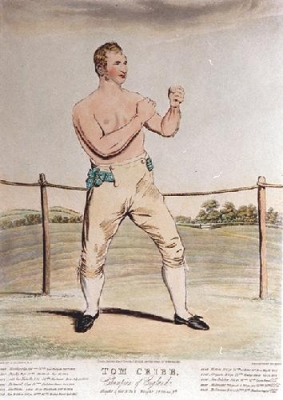
Tom Cribb.

- Tom Cribb behåller den engelska mästerskapstiteln i tungvikt, men det är oklart om han deltar i någon match under året. Någon gång 1812–1815 besegrar han Symonds i Cripplegate.[1]